# Франчабиджо
Франчабиджо (итал. Franciabigio, также: Маркантонио Франчабиджо, или Франча Биджо; настоящее имя: Франческо ди Кристофано Биджи (итал. Francesco di Cristofano Bigi; Marcantonio Franciabigio, Francia Bigio)) (30 января 1484[…], Флоренция — 14 января 1525, Флоренция) — итальянский живописец эпохи Высокого Возрождения.

## Биография
Франчабиджо родился во Флоренции. Предполагается, что его прозвание произошло от имени мастера, который посвятил его в ювелирное дело (итал. Francia bigio означает «мрачный француз») или от сокращения его имени, данного при крещении.
Вначале, примерно до 1506 года, Франчабиджо работал под руководством Мариотто Альбертинелли. В 1505 году он подружился с Андреа дель Сарто, и к следующему году два художника открыли общую мастерскую на площади Пьяцца дель Грано во Флоренции. Франчабиджо много внимания уделял анатомии и перспективе, а также пропорциям фигур. Он обладал большим запасом художественных знаний, был искусным мастером фрески, и Джорджо Вазари утверждал, что он превзошёл всех своих современников в этой технике.
В 1513 году вместе с Андреа дель Сарто он выполнял росписи в клуатре флорентийской церкви Сантиссима-Аннунциата. Ему принадлежит фреска «Обручение Марии», которую он в сердцах сам повредил ударом молотка, когда монахи раньше положенного срока увидели его работу. Среди других художников, работавших под руководством Андреа дель Сарто, были Россо Фьорентино, Понтормо, Франческо Индако и Баччо Бандинелли.
С годами Франчабиджо стал получать частные заказы на росписи для разного рода праздничных случаев. Он написал «Благовещение Марии» (1510-е, Национальный музей, Варшава) в двух тондо, придав зеркально расположенным фигурам стремительное движение.
В 1514 году Франчабиджо написал фреску «Тайная вечеря» в стиле Андреа Мантеньи для монастыря делла Кальца во Флоренции. К 1516 году, после поездки в Рим, которая познакомила его с шедеврами великих мастеров Высокого Возрождения: Рафаэля и Микеланджело, Франчабиджо сформировал свой стиль, испытывая также влияние Мантеньи и Андреа дель Сарто.
В 1518—1519 годах в монастыре деллo Скальцо в другой серии фресок гризайлью, над которой в основном работал Андреа дель Сарто, он выполнил две композиции: «Благословение юного святого Иоанна» и «Встреча Иисуса и юного святого».
В 1520—1521 годах на вилле Медичи в Поджо-а-Кайано Франчабиджо написал фреску «Триумф Цицерона» в стиле Андреа Мантеньи. В 1516 году он создал алтарь Святого Иова (Уффици).
В начале 1520-х годов Франчабиджо написал алтарный образ «Мадонна с младенцем Христом», композицию, которая показывает влияние Рафаэля. Сходство мастеров очевидно. Некоторые произведения, которые ранее приписывались Рафаэлю, теперь считаются работой Франчабиджо. Например, «Мадонна дель Поццо» с мускулистым Иоанном Крестителем и некоторые из портретов, включая полуфигуру «Молодого человека». Эти две картины демонстрируют стилевую аналогию с другой картиной в галерее Питти во Флоренции, явно принадлежащей Франчабиджо: «Юноша у окна», и с некоторыми другими, которые имеют узнаваемую монограмму этого художника.
Широко известны портреты, выполненные Франчабиджо, а также картины «Клевета Апеллеса» во дворце Питти и «Купание Вирсавии» (1523) в Галерее старых мастеров в Дрездене.
Художник скончался в родной Флоренции. Похоронен в церкви Сан-Панкрацио (Флоренция).

## Галерея

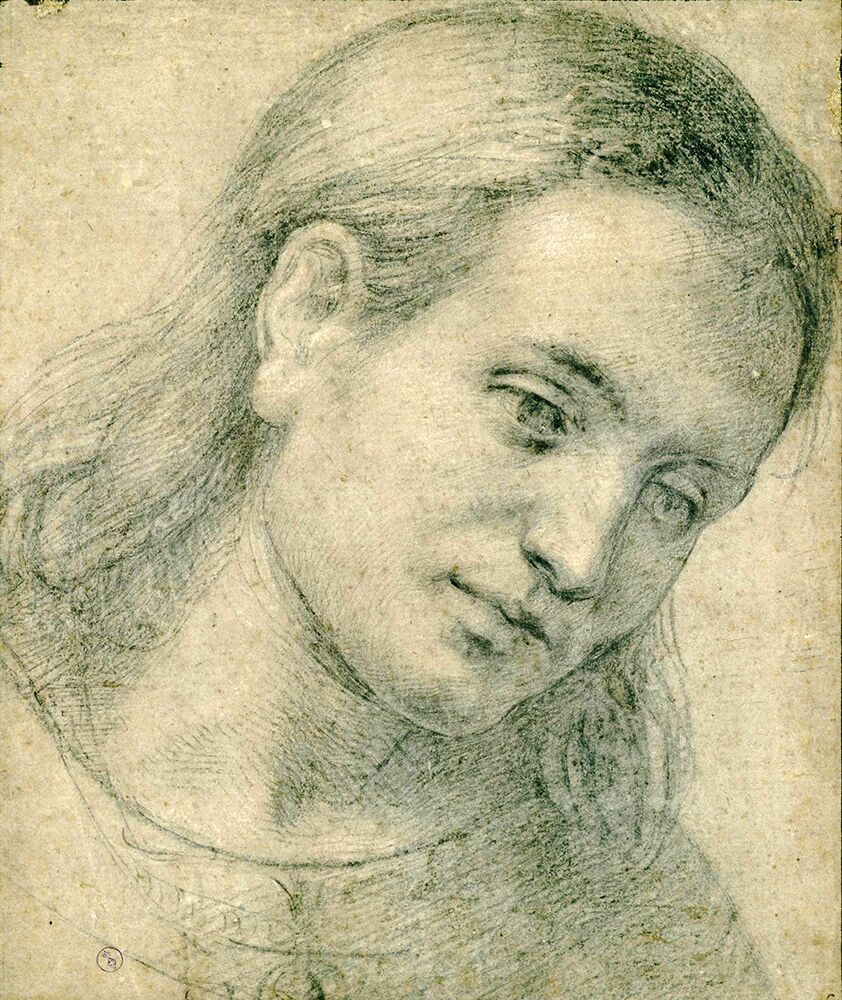
Женская голова. Бумага, итальянский карандаш. Королевские музеи, Турин
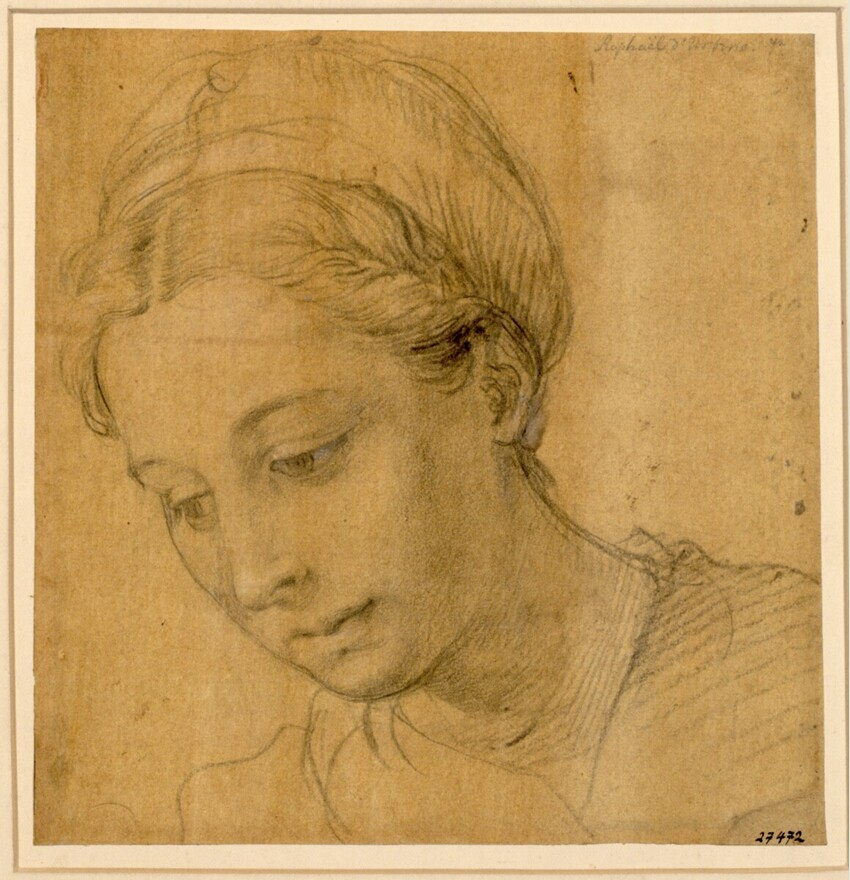
Голова девушки. 1521—1522. Бумага, сангина. Альбертина, Вена
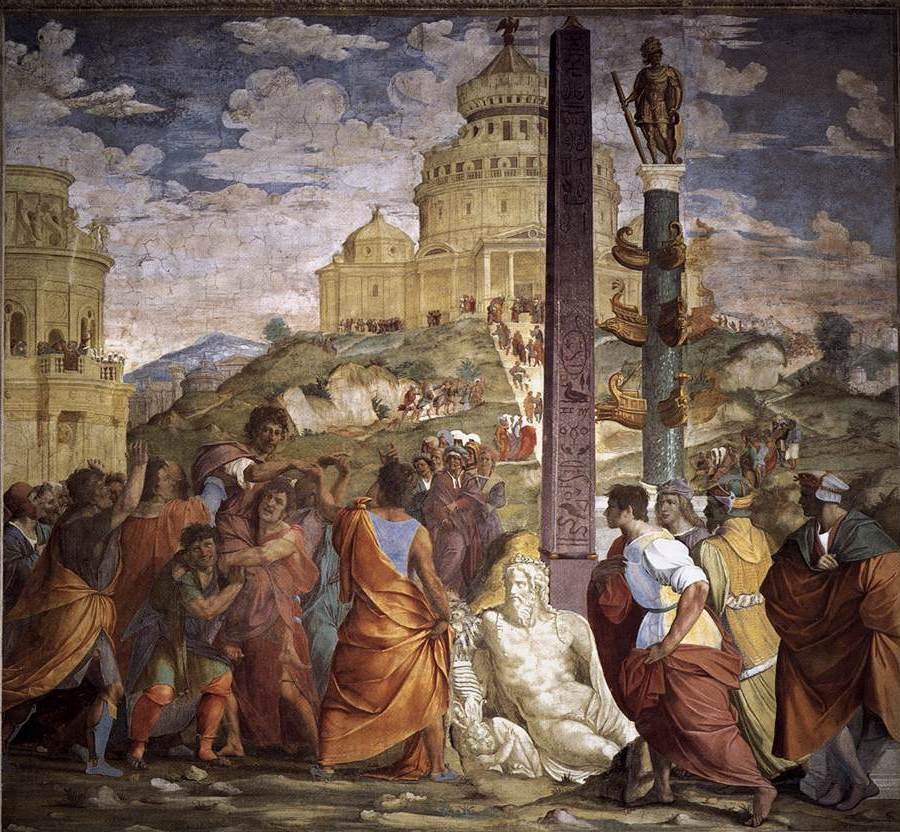
Франчабиджо, А. Аллори. Триумф Цицерона. Ок. 1520. Фреска Салона Льва X. Вилла Поджо-а-Кайано
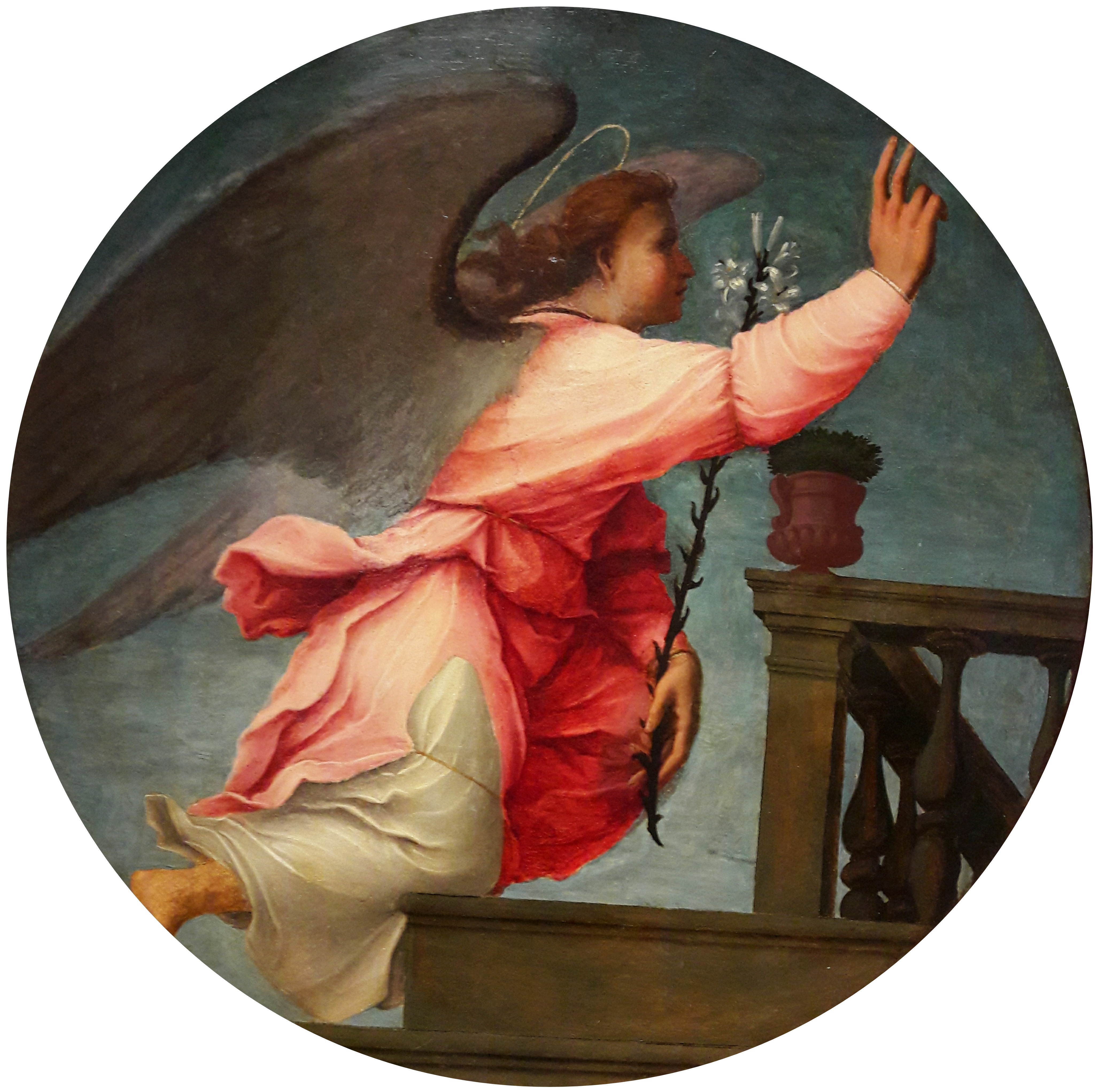
Благовещение. Ангел. 1510-е. Дерево, масло. Национальный музей, Варшава
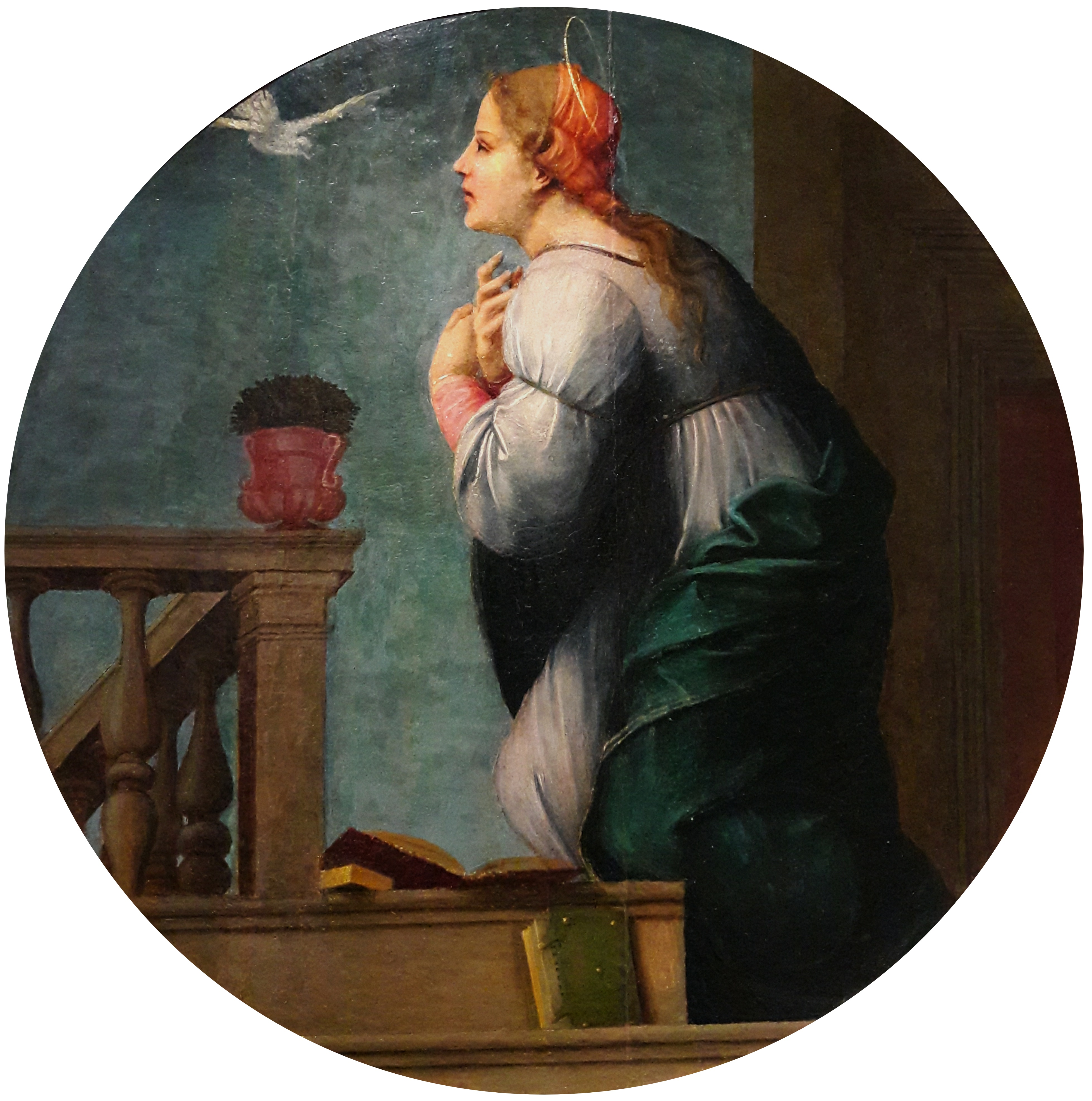
Благовещение. Дева Мария
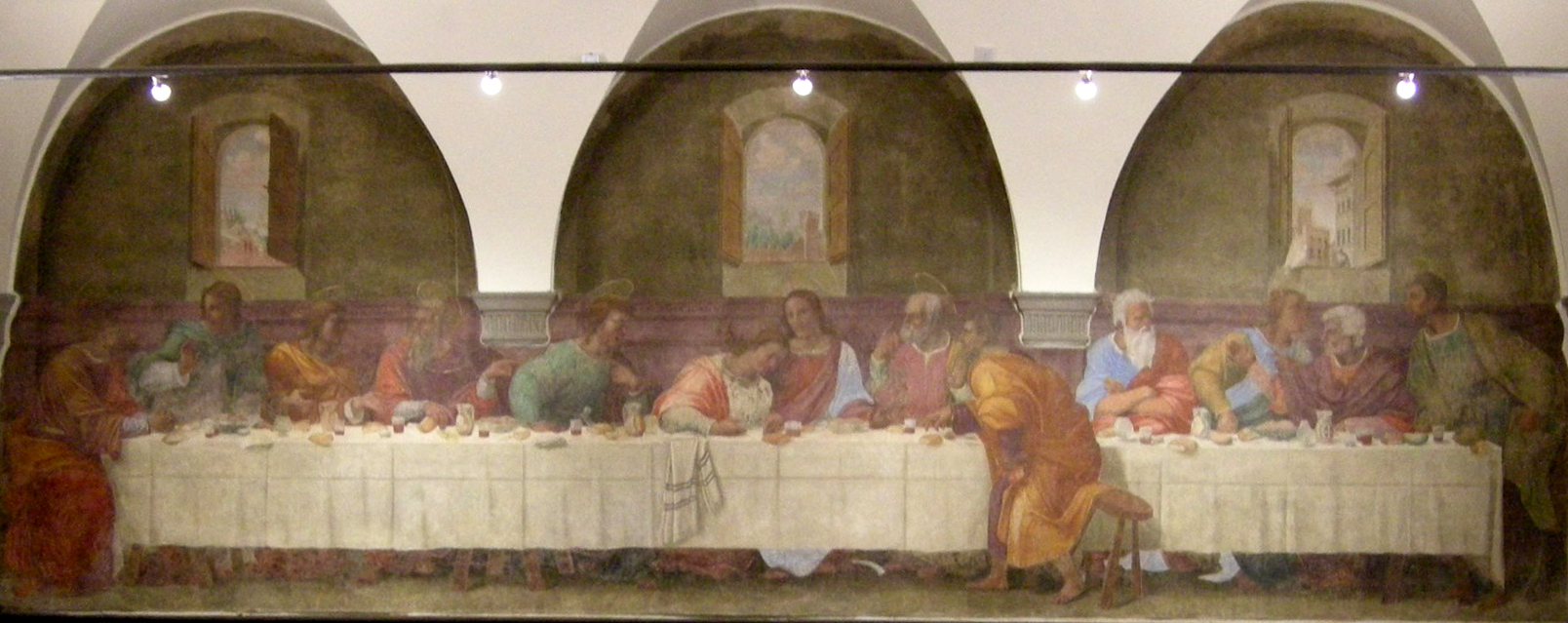
Тайная вечеря. 1514. Фреска. Трапезная монастыря делла Кальца, Флоренция
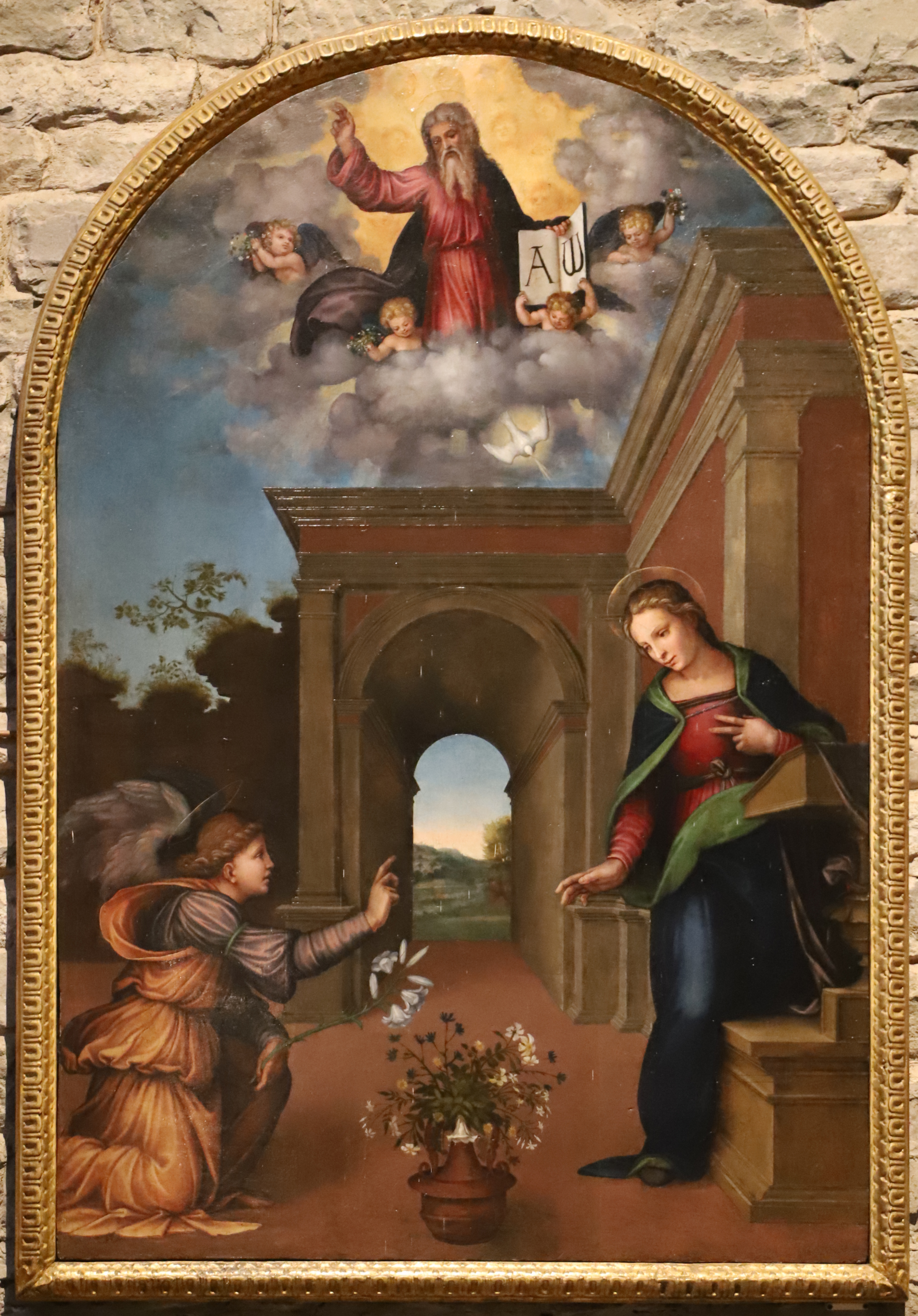
Благовещение. Между 1500 и 1510. Дерево, масло. Аббатство Сан-Гауденцио, Тоскана
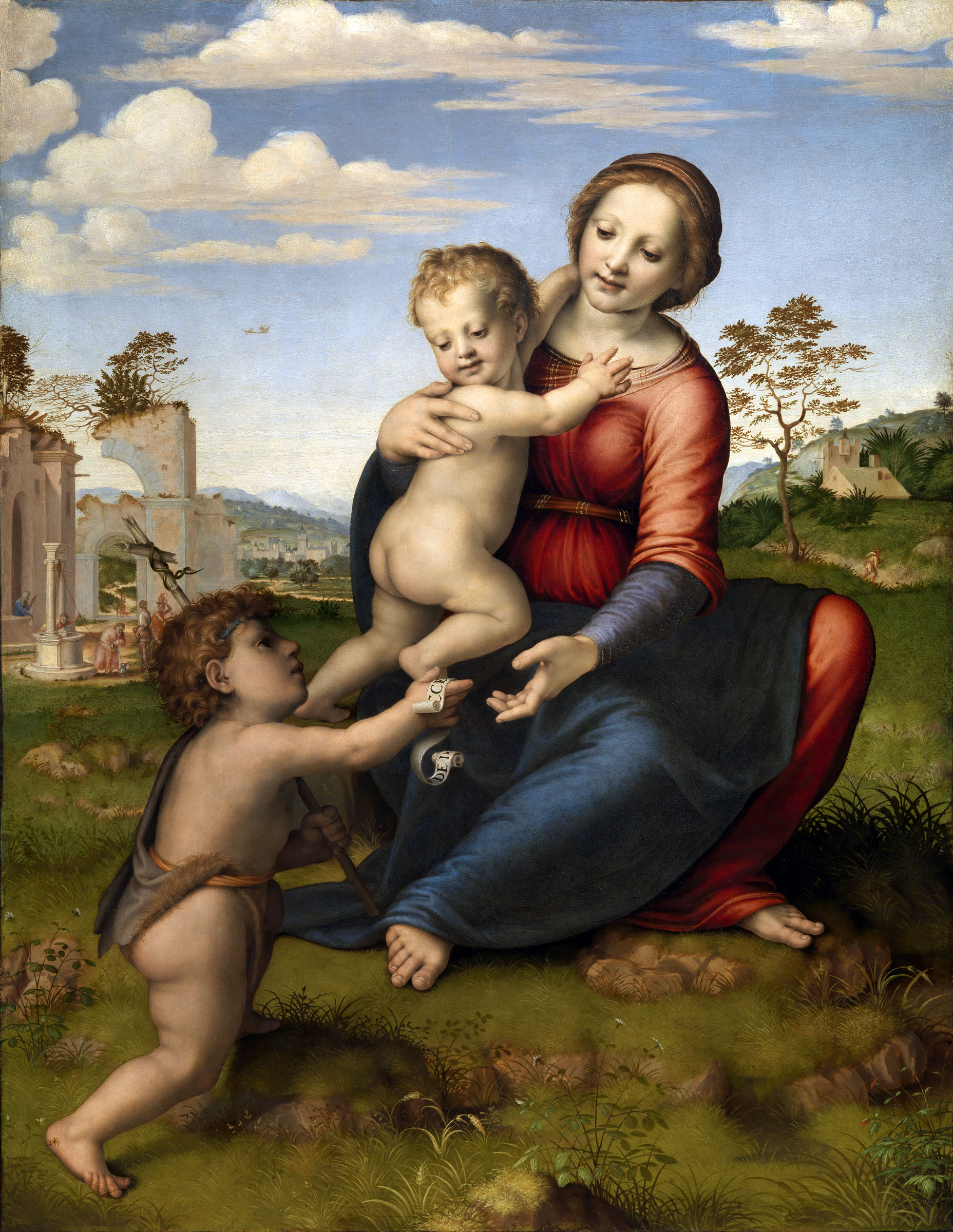
Мадонна с младенцами Иисусом и Иоанном Крестителем. Между 1517 и 1518. Дерево, темпера. Уффици, Флоренция
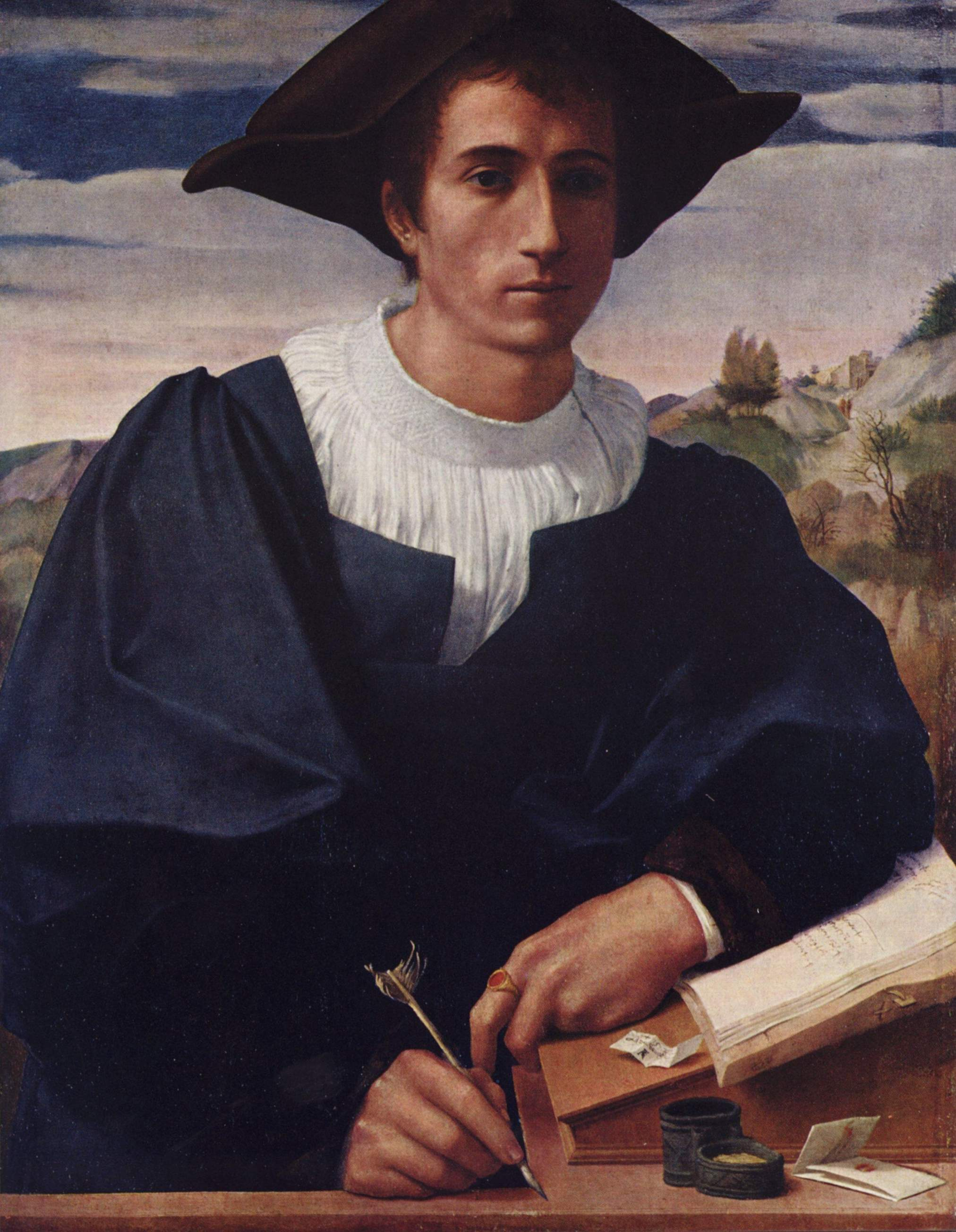
Молодой человек за конторкой. 1522. Дерево, масло. Картинная галерея, Берлин
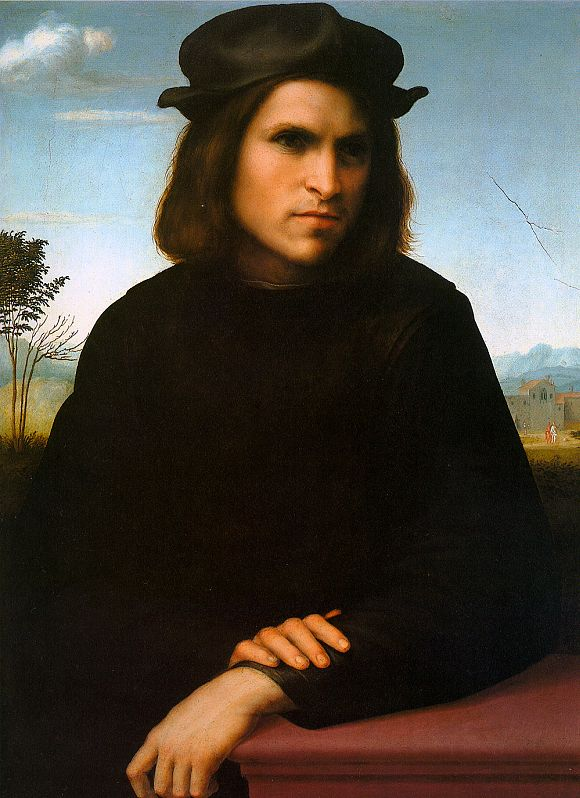
Портрет молодого человека. Ок. 1510. Дерево, масло. Лувр, Париж
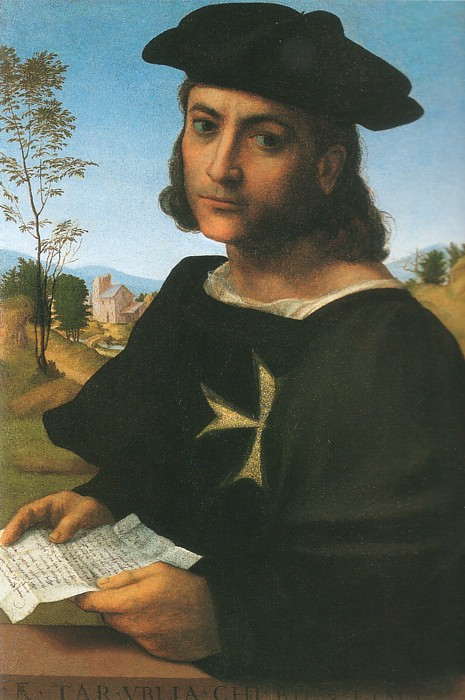
Портрет неизвестного. 1514. Дерево, темпера. Национальная галерея, Лондон